# Siniša Golub
Siniša Golub (Čakovec, 1976.), stručnjak za zaštitu prirode, pedagog i publicist. 
Siniša Golub je stručnjak za zaštitu prirode, pedagog, publicist i pokretač brojnih projekata u zaštiti prirode i okoliša. Magistar primarnog obrazovanja (diplomirani učitelj) i magistar znanosti na području upravljanja zaštićenim područjima (Management of protected areas; Alpe-Adria University, Klagenfurt).
Osnivač je udruge ZEO Nobilis, urednik prve fotomonografije regije Međimurje u 21. stoljeću. Bavi se pisanjem i fotografijom, te redovno objavljuje stručne i popularne članke u hrvatskim časopisima. Pokretač časopisa NOBILIS, časopisa Međimurje:Sjever, te autor ili urednik desetak knjiga zavičajne tematike. Veliku količinu energije uložio je u lobiranje kad je rijeka Mura bila u procesu izglasavanja zaštite. Autor prve hrvatske knjige o rijeci Muri. Tijekom 2010. godine, zajedno s kolegama snimio je nekoliko dokumentarnih filmova o rijeci Muri i Dravi te o prirodnim vrednotama Međimurja.
Aldo Leopold, američki prirodoslovac i praktičar u zaštiti divljine, Golubov je najveći uzor. U gusto naseljenom Međimurju otkrio fenomen bokaža, koji prema svim teorijama razvoja tu više ne bi trebao biti nazočan u prostoru.
Za hrvatski časopis Meridijani piše serijal o američkim nacionalnim parkovima. Taj dio publicističkog rada vezan je uz istraživanje američkih parkova koje je počelo 2000. godine njegovim radom u Nacionalnom parku Denali, Aljaska, a nastavljeno kroz posjet ostalim parkovima kontinentalnog dijela SAD-a, njih tridesetak od ukupno 60 proglašenih.
Zaposlen kao kao ravnatelj u Javnoj ustanovi za upravljanje zaštićenim prirodnim vrijednostima na području Međimurske županije. Pokrenuo projekt uspostave "Centra za posjetitelje" zaštićene međimurske prirode u selu Križovec koji danas djeluje pod nazivom Me dvemi vodami.Vidi: Međimurje

## Vanjske poveznice
- Osobne stranice Siniše Goluba